# Holger Højriis
Holger Højriis eller Hoiriis på amerikansk (13. juni 1901 i Brabrand - august 1942 i Minnesota) var en dansk-amerikansk pilot.
Han var født i Brabrand-området, men emigrerede til USA, hvor han blev en anerkendt pilot i 1930-1940'erne. Han blev den første dansker der foretog en transatlantisk flyvning, hvilket gjorde ham berømt i Danmark.Holger Højriis opgav sit arbejde indenfor landbrug og tog til USA i 1924, i en alder 23 år. Han tog flyvetimer på Long Island, købte derefter et fly, og tjente snart godt ved at udføre forskellige akrobatiske tricks med flyet ved forskellige opvisninger.  Det gav ham øgenavnet "Hold your horses, Hoiriis". Man kunne også få en flyvetur ved at erlægge halvanden US$. Inden længe ejede han flere fly.
Nogle år efter den transatlantiske flyvning arbejdede han som flyveinstruktør ved Air services på Bellanca flyveplads og ved Bellanca Company som testpilot. Han var én af pionerpiloterne i All American Aviation mail-pickup service, og i 1939 viste han verdens første natlige pickup service på Bellanca Field. Da anden verdenskrig nærmede sig, blevHøjriis den første øverstbefalende for Delaware Wing Civil Air Patrol, der havde til hovedopgave at patruljere østkysten af USA på udkig efter tyske ubåde. Dette gjorde han effektivt og var den første til at indføre overvågning i fastlagte søgemønstre, så hele Delaware-kysten blev patruljeret. Han døde desværre et års tid senere af tyfus, men nåede at få endnu et øgenavn, "Willy-Nilly". Holger Højriss blev gift med Eldred Boynton. De fik 3 døtre sammen.

## Transatlantisk flyvning
Igennem sit arbejde med flyveopvisning, mødte han Otto Hillig, der var en kendt fotograf og pioner indenfor luftfotografering. De fik den idé at flyve over Atlanterhavet, fra USA til Danmark. Den første transatlantiske flyvning var foretaget kun 12 år tidligere. Hillig finansierede størstedelen af projektet. Højriis skulle være pilot, da Hillig ikke var særlig erfaren, men kunne dog afløse Højriis i korte perioder. Den 24. juni 1931 lettede de fra Newfoundland i en rød og sølv/hvid Bellanca Pacemaker, med navnet "Liberty" malet på siden af flyet. Navnet Liberty var lånt fra Hilligs hjemsted i New York. Efter krigen blev Hillig mistænkt for at have tiltvunget sig en skat fra en spion fra Nazi-Tyskland i 1942, og gravet den ned i Catskill-bjergene udenfor Liberty, hvor den angivelig stadig befinder sig.
De medtog 600 gallon benzin til den 3.150 miles lange flyvetur. Men vejret var ikke alt for godt. De stødte ind i byger, tåge, kraftig nordlig vind, kuling og is. Libertys første destination var København, derefter Hilligs fødeby Steinbrücken i Tyskland. Tågen var så tæt, at de ikke så havet i 17 timer. Tidligt om morgenen dykkede Højriis flyet ned gennem et hul i skyerne, og antog, at han så England. Hvert øjeblik forventede han at få øje på den engelske kanal, men så kun store landområder, de tog for at være Frankrig. Det viste sig at være Spanien. Tågen havde fået dem ud af kurs, så Højriis satte derefter kursen mod nord.
Det var sent på eftermiddagen, inden de fik øje på en lufthavn. Højriis, der havde fløjet i 32 timer, var helt udkørt, og landede flyet i Krefeld ved den tysk-hollandske grænse. Han tumlede ud af flyet og faldt i søvn under flyets vinge. Hillig fandt en telefon og ringede til København. Han blev fortalt, at mange tusinde mennesker ventede på at hylde dem. Højriis tog sig sammen og forsøgte at flyve resten af vejen, men han nåede kun til Bremen, før han totalt udmattet måtte opgive. Straks efter landingen faldt han i søvn og måtte bæres hen til hangaren.
Næste dag kom deres triumf. Omkring 50.000 personer var mødt frem i Kastrup Lufthavn, heriblandt Højriis's mor, og to af Hilligs venner fra Liberty. Der var parader, uddeling af medaljer, samt en stor banket på Københavns rådhus. Christian 10. gav Højriis en udmærkelse. Da de vendte tilbage til USA, blev de også hyldet af store menneskerskarer.